# Veronica urvilleana
Veronica urvilleana är en grobladsväxtart som först beskrevs av Walter Reginald Brook Oliver, och fick sitt nu gällande namn av Garn.-jones. Veronica urvilleana ingår i släktet veronikor, och familjen grobladsväxter. Inga underarter finns listade i Catalogue of Life.